# Tropischer Sturm Zeta (2005)
Tropischer Sturm Zeta war ein sich sehr spät entwickelnder Sturm, der sich mehr als vier Wochen nach dem offiziellen Ende der atlantischen Hurrikansaison 2005 über dem mittleren Atlantik bildete und bis in den Januar 2006 Bestand hatte. Es war der achtundzwanzigste tropische Sturm der Saison, in keinem anderen Jahr seit Beginn der systematischen Wetteraufzeichnungen wurden im Atlantischen Ozean mehr tropische Stürme gezählt.
Zeta entwickelte sich am 29. Dezember und zog zunächst nach Westen. Während seiner Lebensdauer sagte das National Hurricane Center (NHC) voraus, dass sich der Sturm schnell wieder legen werde. Zeta hielt sich nicht an diese Voraussagen und erreichte am 2. Januar 2006 die größte Intensität. Das System löste sich erst am 6. Januar auf, ohne Landgebiete gefährdet zu haben.

## Sturmverlauf

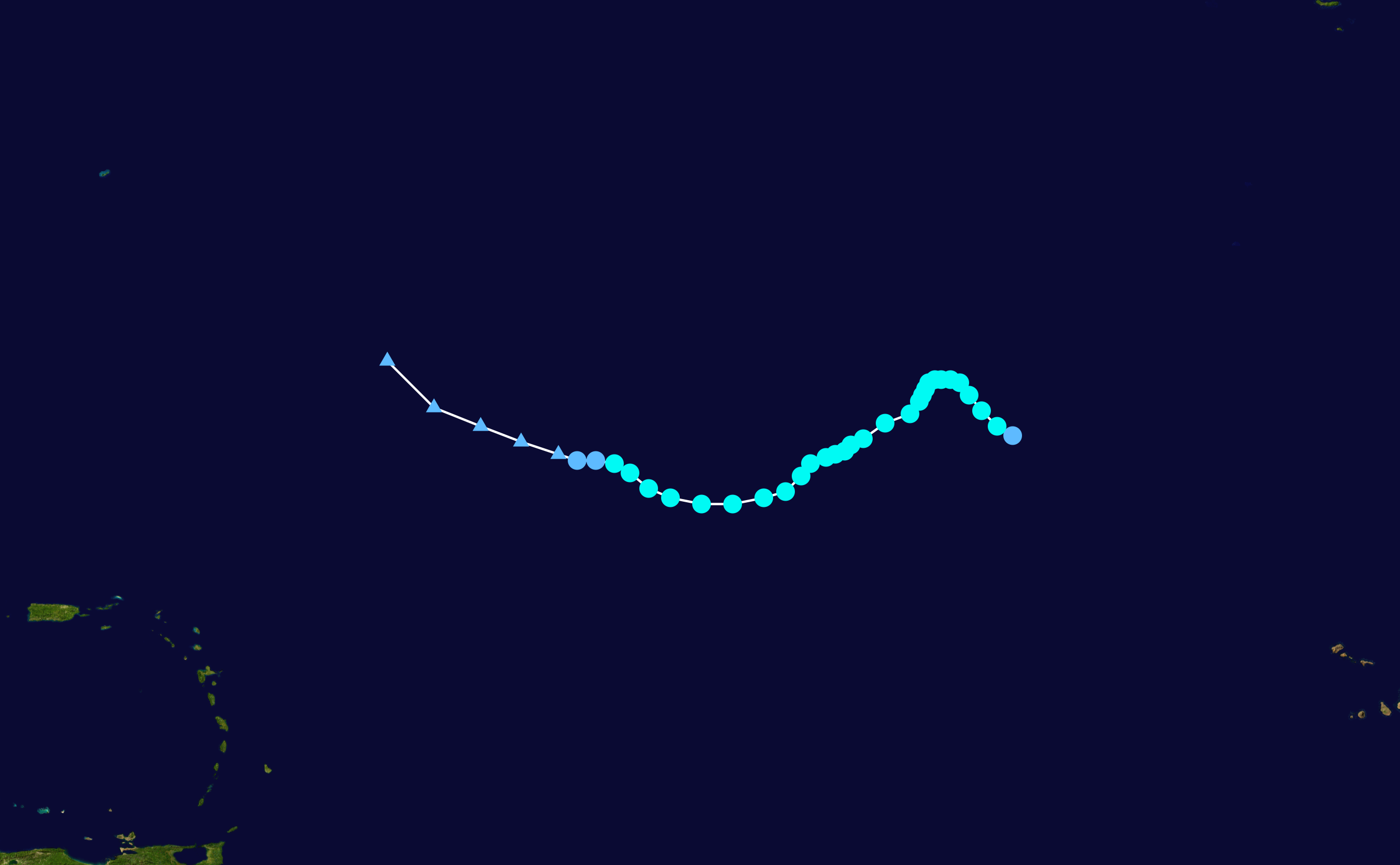
Zugbahn von Zeta

Spät am 29. Dezember 2005 entwickelte sich ein tropisches Tiefdruckgebiet im östlichen Atlantik aus einem frontalen Trog und wurde am frühen 30. Dezember zu einem tropischen Sturm. Da dies mehr als vier Wochen nach dem offiziellen Ende der Hurrikansaison geschah, bemerkte das National Hurricane Center das System im operativen Betrieb erst, nachdem es sich zum tropischen Sturm intensiviert hatte. Anfänglich zog das System nach Nordwesten, kam aber am 31. Dezember zum Stillstand, bevor er nach Westen schwenkte. Dabei intensivierte er sich und erreichte andauernde Windgeschwindigkeiten von 95 km/h. Wie bei dem Sturm zuvor, Hurrikan Epsilon, sagte das NHC ständig voraus, dass das System aufgrund starker Windscherung sich abschwächen würde, Zeta behielt die Stärke jedoch bei, wie es auch Epsilon getan hatte.
Der tropische Sturm schwächte sich am 2. Januar zunächst leicht ab, bevor er sich erneut intensivierte und mit Windgeschwindigkeiten von 100 km/h seine größte Stärke erreichte. Eines der Computermodelle ergab, dass sich Zeta weiter verstärken und zum Hurrikan werden würde, aber dies geschah nicht. Dennoch war Zeta widerborstig gegen die Vorhersagen des NHC hinsichtlich einer Abschwächung und am 4. Januar führte die wachsende Frustration der Meteorologen zu der Feststellung durch Lixion Avila, „I run out of things to say“. Die Windscherung forderte Zeta schließlich spät am 4. Januar den Tribut ab, und die Konvektion des tropischen Sturmes begann abzusterben. In der Folge schwächte sich Zeta zu einem minimalen tropischen Sturm ab, das NHC fuhr allerdings fort, die Geschwindigkeit zu überschätzen, in welcher Zeta sich auflösen würde, als in der Frühe des 5. Januars Zeta im operativen Betrieb zum tropischen Tiefdruckgebiet abgestuft wurde, was sich später als Irrtum erwies. Zeta setzte seinen Weg in nordnordwestlicher Richtung fort, gerade so den Status eines tropischen Sturms haltend und wurde erneut disorganisiert. Zeta schwächte sich am nächsten Tag zunächst in ein tropisches Tiefdruckgebiet ab und löste sich im Tagesverlauf in ein Resttief auf, womit die Saison 2005 am 6. Januar 2006 endgültig zu Ende war. Das Resttief konnte noch einen weiteren Tag verfolgt werden, bevor es sich etwa 1060 km südöstlich von Bermuda vollständig auflöste.

## Auswirkungen
Das Motorschiff Liberty Star übermittelte mehrere Messungen von Zetas Windgeschwindigkeiten, darunter einen in der Frühe des 31. Dezembers, als das Schiff 75 km nördlich des Sturmzentrums eine Windgeschwindigkeit von 65 km/h ermittelte.
Zeta hat zu keiner Zeit irgendwelche Küsten gefährdet, sodass keine Sturmwarnung ausgegeben wurde. In Zusammenhang mit dem Sturm wurden keine Sach- oder Personenschäden gemeldet.

## Wetterrekorde
Als sich der Tropische Sturm Zeta am 31. Dezember um 6:00 Uhr UTC bildete, war das die zweitspäteste tropische Zyklogenese, die je im atlantischen Hurrikanbecken beobachtet wurde – lediglich Hurrikan Alice entstand einige Stunden später am letzten Tag des Kalenderjahres. Zeta ist neben Alice der einzige bekannte atlantische Wirbelsturm, der in zwei verschiedenen Kalenderjahren existierte. Mit einer Dauer von sieben Tagen – sechs davon im Jahr 2006 – ist Zeta der bisher am längsten andauernde im Monat Januar aufgezeichnete Sturm. Mit dem Entstehen Zetas am letzten Tag des Jahres wurde die Rekordmarke der meisten atlantischen Wirbelstürme pro Saison auf 28 Stürme erhöht – der zuvor gültige Höchstwert des atlantischen Hurrikansaison 1933 lag bei 21 Stürmen.